# Adaptations du roman Notre-Dame de Paris
 (mai 2025).
 (mai 2025).

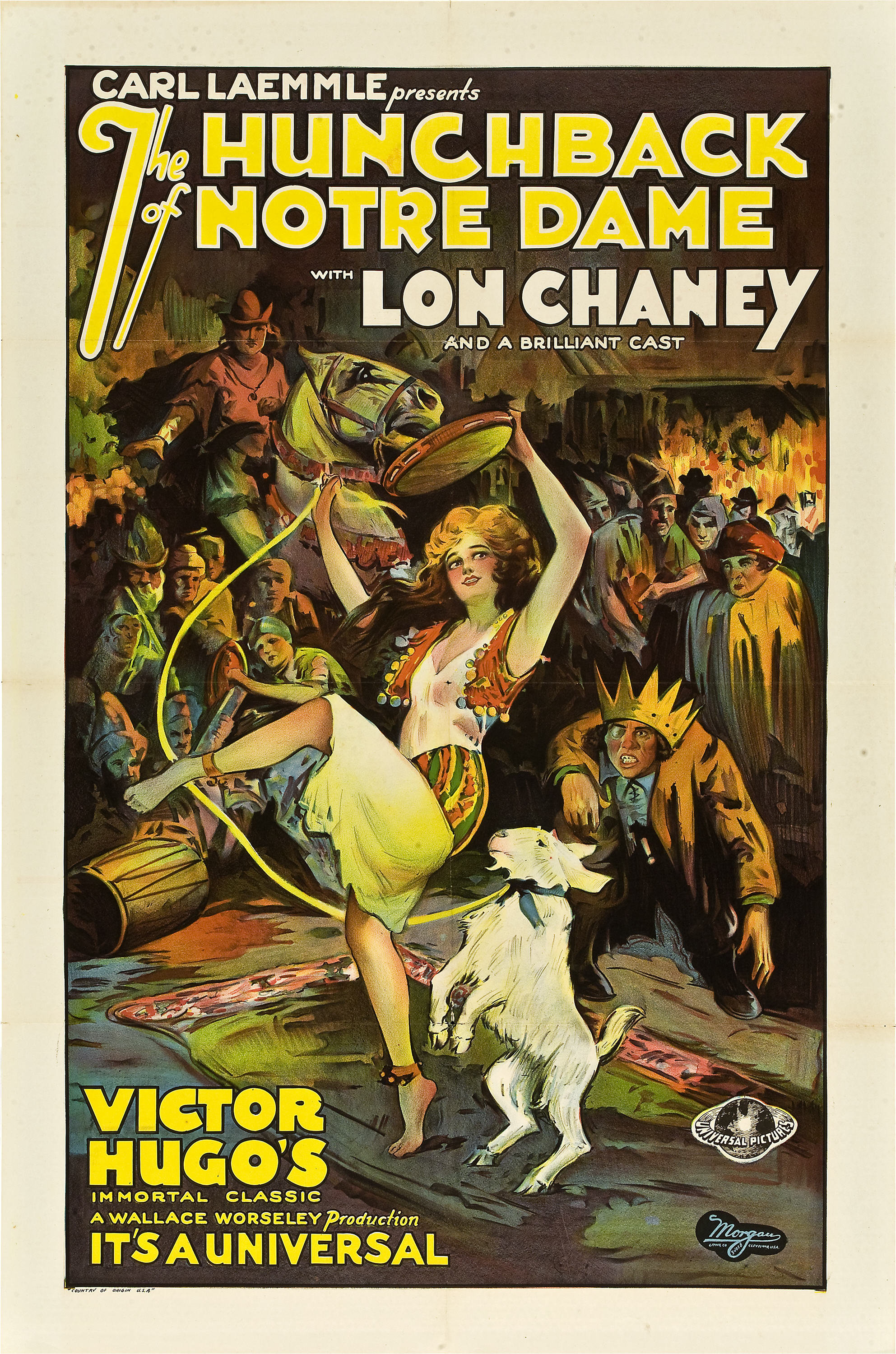
Affiche de Notre-Dame de Paris (1923), film américain muet avec Lon Chaney.

Notre-Dame de Paris, roman de Victor Hugo publié en 1831, a fait l'objet de nombreuses adaptations dans divers médias : cinéma, télévision, comédie musicale, bande dessinée.

## Œuvres musicales

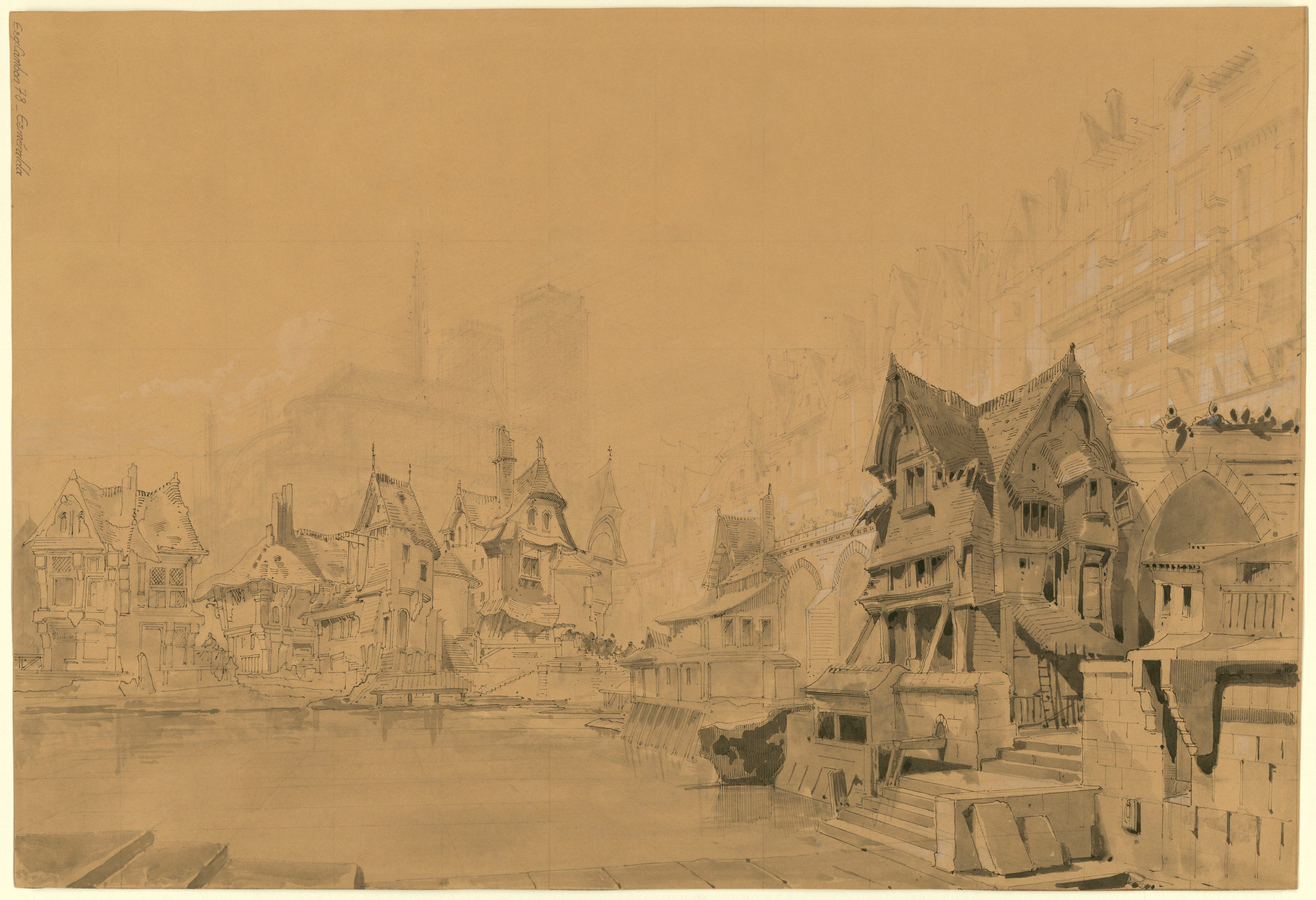
Esquisse représentant des décors de La Esmeralda, opéra de Louise Bertin (1836).

- 1836 : La Esmeralda, opéra en 4 actes de Louise Bertin
- 1844 : La Esmeralda, ballet en 5 tableaux de Jules Perrot, sur une musique de Cesare Pugni
- 1847 : La Esmeralda, opéra d’Alexandre Dargomyjski
- 1883 : Esmeralda, opéra d’Arthur Goring Thomas
- 1885 : La Esmeralda, ouverture pour orchestre d'harmonie d'Henri Kling
- 1902 : La fille de Gudule, ou Esmiralda, ballet d’Alexandre Gorski sur la musique d’Antoine Simon
- 1904 - 1906 : Notre Dame, opéra de Franz Schmidt
- 1965 : Notre-Dame de Paris – ballet de Roland Petit, sur une musique de Maurice Jarre
- 1978 : Notre-Dame de Paris, spectacle de Robert Hossein (textes d'Alain Decaux et Georges Soria)
- 1998 : Notre-Dame de Paris, comédie musicale de Luc Plamondon et Richard Cocciante
- 1999 : Der Glöckner von Notre Dame, comédie musicale produite par Walt Disney Theatrical
- 2002 : Klokkeren fra Notre Dame, comédie musicale du compositeur danois Knud Christensen

## Cinéma

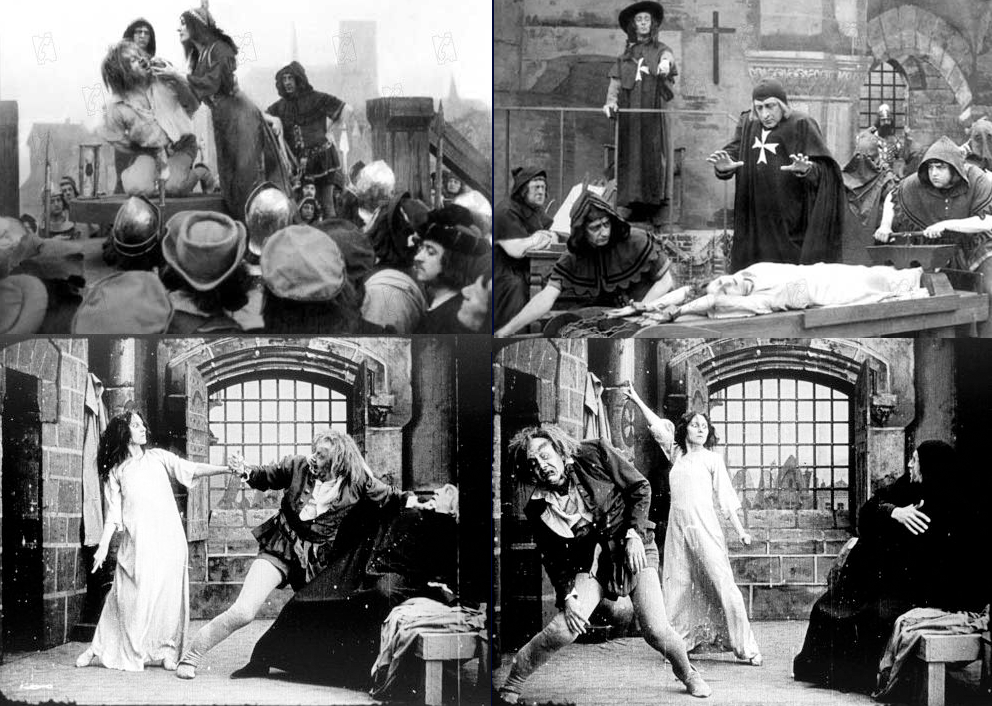
Notre-Dame de Paris (1911), film film français muet réalisé par Albert Capellani.

- 1905 : La Esmeralda est un film d'Alice Guy et Victorin Jasset
- 1911 : Notre Dame de Paris, film de Albert Capellani
- 1917 : The Darling of Paris est un film de J. Gordon Edwards
- 1923 : Notre Dame de Paris (The Hunchback of Notre Dame), film de Wallace Worsley
- 1931 : Notre Dame de Paris, film de Jean Epstein
- 1939 : Quasimodo (The Hunchback of Notre-Dame), film de William Dieterle
- 1942 : Notre-Dame de Paris est un film de René Hervouin
- 1956 : Notre-Dame de Paris, film de Jean Delannoy
- 1996 : Le Bossu de Notre-Dame (The Hunchback of Notre Dame), film d'animation de Walt Disney Company
- 1999 : Quasimodo d'El Paris, comédie de Patrick Timsit

## Télévision
- 1977 : Le bossu de Notre-Dame (The Hunchback of Notre Dame), série télévisée d'Alan Cooke[1].
- 1982 : Le Bossu de Notre Dame (The Hunchback of Notre Dame), téléfilm de Michael Tuchner et Alan Hume.
- 1987 : Quasimodo, épisode de la série jeunesse franco-canadienne Traquenards réalisé par François Labonté .
- 1996 : Quasimodo, dessin animé réalisé par Pierre Métais et Bahram Rohani produit par Ares Films, diffusé sur France Télévisions.
- 1997 : Quasimodo Notre-Dame de Paris (The Hunchback), téléfilm américain de Peter Medak.

## Théâtre
- 1850 : Drame en cinq actes et quinze tableaux ; tiré du roman de Victor Hugo, par Paul Foucher[2]
- 2016 : pièce de théâtre d'Olivier Solivérès, d'après le roman de Victor Hugo[3].

## Radio
- 1957 : adaptation radiophonique par Jacqueline Lenoir, d'après le roman de Victor Hugo, réalisé par Jean-Wilfrid Garrett[4].

## Bande dessinée
- 1940 : The Hunchback of The Notre-Dame, adaptation en comics de Dick Briefer.
- 2012 : Notre-Dame, bande dessinée scénarisée par Robin Recht et dessinée par Jean Bastide, deux tomes.
- Notre-Dame de Paris, scénario de Claude Carré et dessins de Jean-Marie Michaud, Glénat, Collection Les Grands Classiques de la littérature en bande dessinée, 2016 (ISBN 9782357105041).
- Victor Hugo Notre-Dame de Paris, scénario et dessin de Georges Bess, Novembre 2023  (ISBN 9782344054147).